# Harswinning

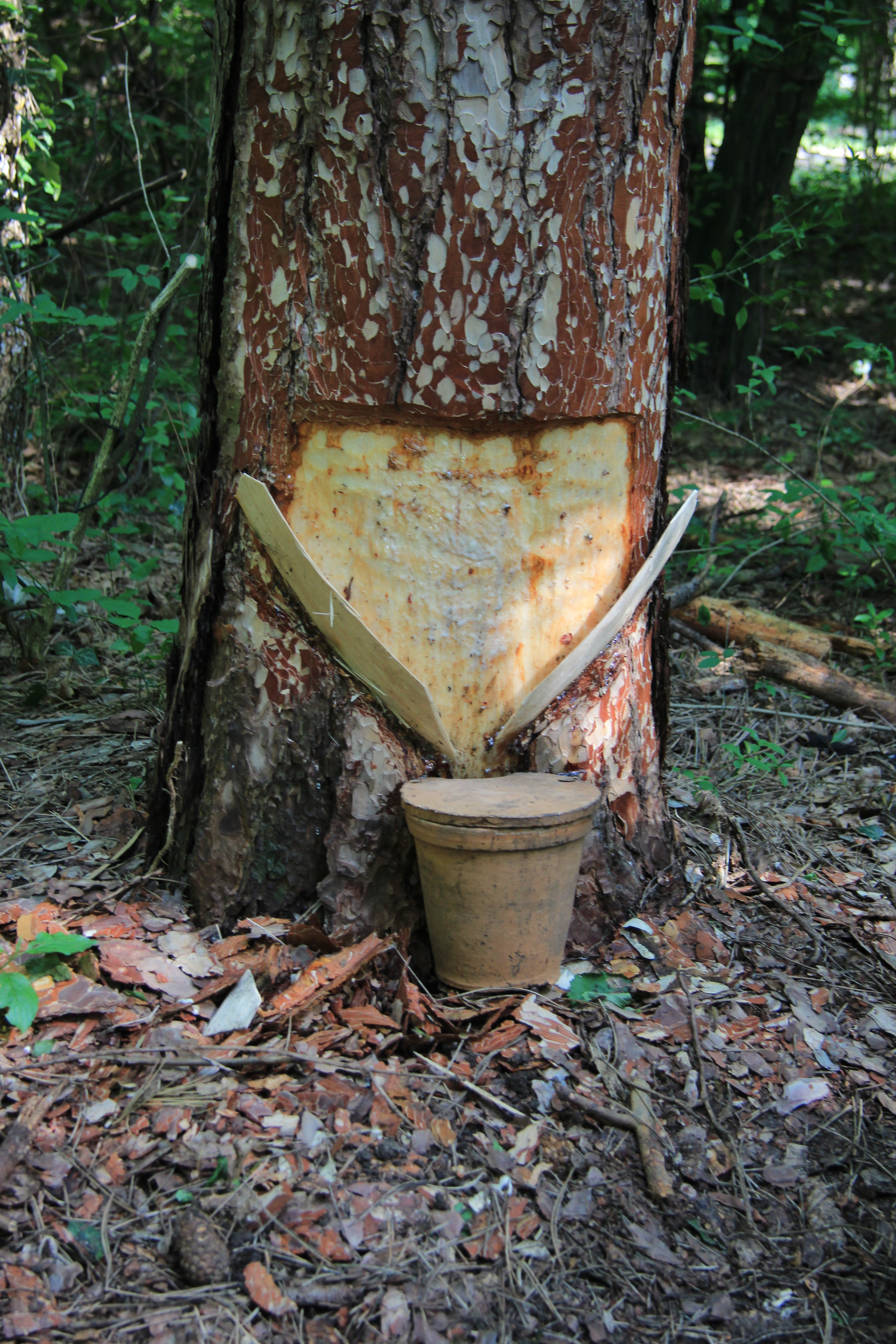
Harswinning

Harswinning is het proces van verzamelen van hars.
Dit gebeurt door een deel van de schors van een dennenboom weg te snijden en vervolgens de hars die de boom op die plek begint te produceren op te vangen. De hars stroomt hierbij uit de harskanalen (niet te verwarren met de houtvaten voor het transport van water), die wel bij dennen (Pinus) maar niet bij de zilverspar (Abies) voorkomen.
In Europa wordt vaak gebruikgemaakt van de zwarte den als de harsrijkste naaldboom van alle Europese. Deze werd zelfs al door de Romeinen voor harswinning gebruikt.